# St.-Georg-Kirche (Eggelingen)

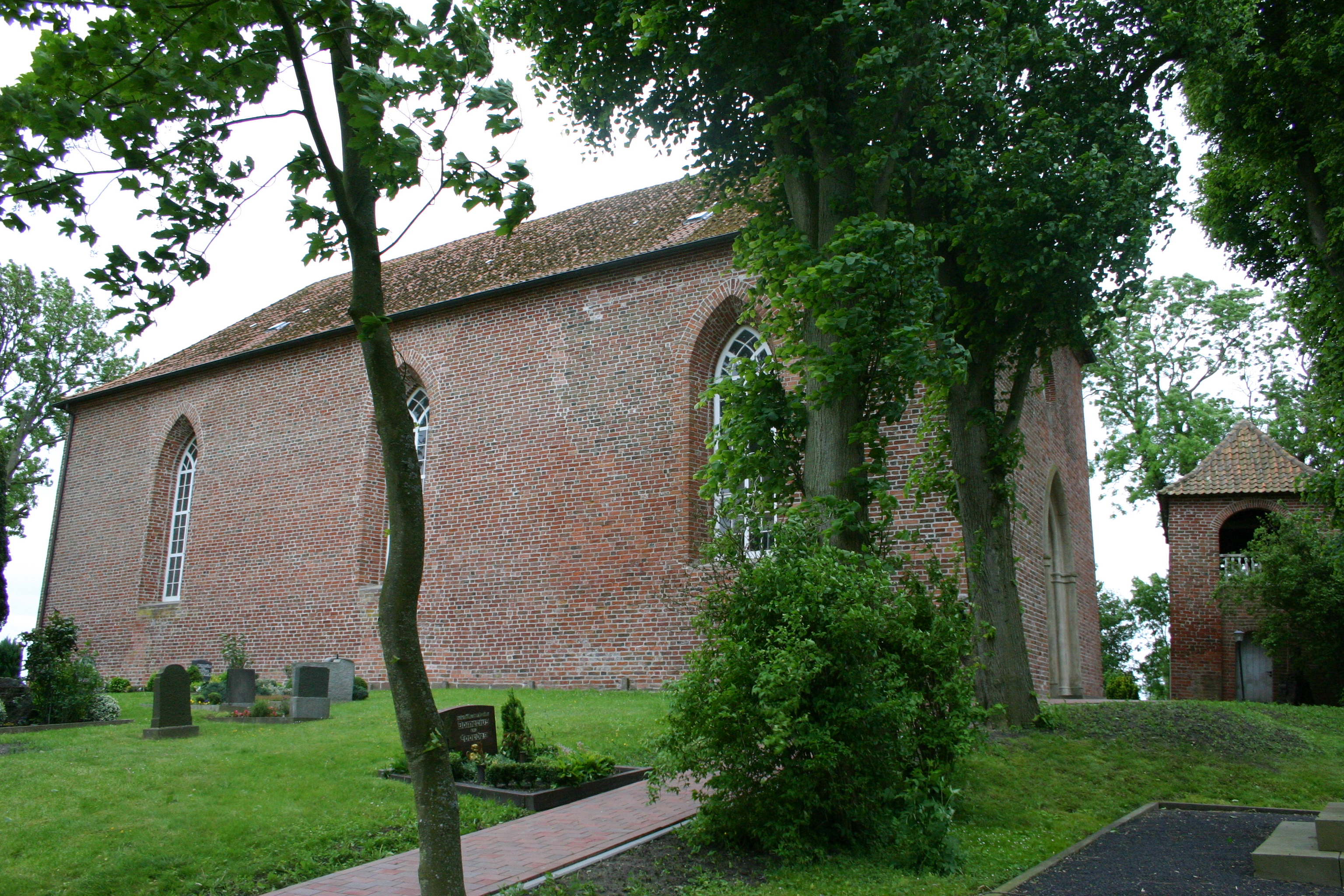
St.-Georg-Kirche.

Die evangelisch-lutherische St.-Georg-Kirche in Eggelingen, Ortsteil der ostfriesischen Stadt Wittmund ist eine romanische Backsteinkirche, deren Mauern mit einer Höhe von 13,16 Metern als die höchsten Ostfrieslands gelten. Schutzpatron war St. Georg.

## Geschichte
Die St.-Georg-Kirche geht auf eine Saalkirche mit halbrund eingezogener Apsis zurück. Sie wurde zwischen 1300 und 1400 auf einer künstlich aufgeschütteten Warft an der ehemaligen Harlebucht auf einem Fundament aus Granitsteinen errichtet. Ursprünglich besaß die Kirche eine halbrunde Ostapsis. Südwestlich des Schiffs befindet sich ein freistehender Kirchturm, der niedriger ist als der Kirchenbau. Kirchenrechtlich war sie der Sendkirche von Wittmund unterstellt.
Am 29. November 1836 wurde bei einem schweren Orkan das Kirchendach abgedeckt und der Westgiebel stürzte ein. Im Zuge der Wiedererrichtung wurde die Kirche teilweise umgebaut. Dabei wurden die Mauern um drei Meter auf das heutige Niveau abgebrochen und ein Walmdach ersetzte die an Ost- und Westseite ehemals vorhandenen Giebel. Die kleinen romanischen Fenster wurden vergrößert, um mehr Licht in den Innenraum zu lassen, der flach gedeckt ist. Im Zuge des Umbaus wurde der Zugang nach Westen verlegt. Zwei Seitenpforten wurden vermauert, wobei im Norden die so genannte Normannentür noch zu erkennen ist, durch die das Gebäude früher betreten wurde. Auf der breiten Mauerkrone unmittelbar unter dem Dach fand man ein mit Staub und Schmutz bedecktes menschliches Gerippe. Vermutet wird, dass die Leiche von einem Krieger stammt, der sich nach einer Auseinandersetzung in die Kirche zurückgezogen hat und hier verstarb. Nach knapp zweijähriger Instandsetzungsarbeit wurde die Kirche am 9. Dezember 1838 wieder eingeweiht.
Bei der Renovierung der Kirche 1992 wurde in der Südwand ein zugemauertes Hagioskop wiederentdeckt, innen hat man es offen gelassen, außen wieder verschlossen.

## Ausstattung

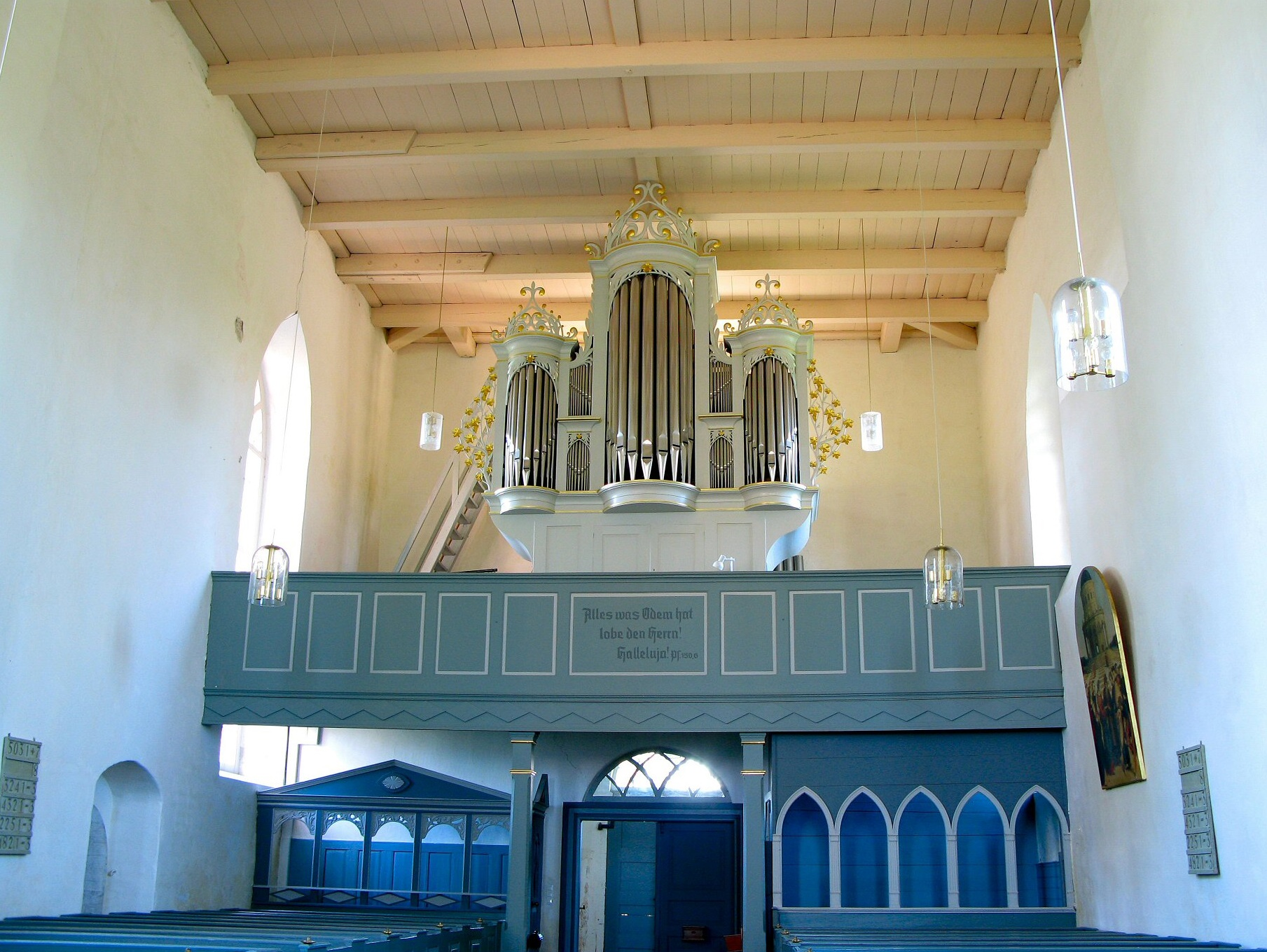
Janssen-Orgel (1846)

Ältester Ausstattungsgegenstand ist der fragmentarisch erhaltene aus Baumberger Kalksandstein bestehende Taufstein. Die Wandung war vor der Zerstörung durch Halbsäulen in 6 Felder geteilt, auf denen in Hochreliefs mehrere Szenen der Kindheit Jesu, etwa die Anbetung der Könige und die Flucht nach Ägypten dargestellt waren. Es wird angenommen, dass der Stein so alt wie die Kirche ist. Bei dem Einsturz des Kirchendachs wurde die Taufe schwer beschädigt und mit dem Bauschutt aus dem Gebäude entfernt. Im 20. Jahrhundert wurde sie wiederentdeckt und in die Kirche verbracht.
Das dreigeschossige Altarretabel befindet sich im östlichen Bereich des Kirchenraumes auf einem Podest. Es wurde 1659 von Jacob Cröpelin geschaffen und von Eggelinger Bürgern gestiftet, deren Namen sich auf einer Holztafel an der Nordwand befinden. Es enthält drei Gemälde, die das Abendmahl, die Kreuzigung und die Grablegung Christi zeigen. Die zu beiden Seiten angebrachten Figuren stellen die vier Evangelisten Matthäus, Markus, Lukas und Johannes dar. Über allen steht der triumphierende Christus über der Schlange als dem Zeichen des Teufels und über dem Höllendrachen.
Der Abendmahlskelch und eine Patene wurden im Jahre 1699 geschaffen.
Auch die Kanzel an der Südwand ist reichlich mit geschnitzten Ornamenten versehen. Dem Schalldeckel ist ein Kreuz aufgesetzt.
Das Gestühl kam nach dem Wiederaufbau der Kirche in das Gebäude und wurde an die Bevölkerung verkauft. Von den 50 Bankreihen mit je sechs Plätzen waren 28 Bankreihen den Männern und 22 den Frauen vorbehalten. Auf dem Orgelboden befinden sich vier weitere Bankreihen mit je vier Sitzplätzen.

## Orgel
Bei dem Einsturz der Kirche wurde auch die Orgel von Hinrich Just Müller aus dem Jahre 1771 zerstört. Als Ersatz wurde nach dem Wiederaufbau im Jahre 1846 ein neues Instrument von Gerd Sieben Janssen aus Aurich aufgestellt, das 1904 von Johann Martin Schmid verändert wurde. Bei einer Renovierung wurde sie 1999 durch Alfred Führer Orgelbau aus Wilhelmshaven bis auf die beiden geteilten Zungenregister wieder auf den Zustand von 1846 zurückversetzt. Das einmanualige Instrument ist auf zehn Register angelegt; zwei Register sind vakant. Das Pedal ist angehängt. Die Orgel hat zwei Kollektivtritte, die noch auf Janssen zurückgehen.
| Manualwerk C–f3 |             |     |         |
| 1.              | Principal   | 8′  | J, F    |
| 2.              | Bordun      | 16′ | J       |
| 3.              | Gedackt     | 8′  | J       |
| 4.              | Salicional  | 8′  | J, S, F |
| 5.              | Octave      | 4′  | J       |
| 6.              | Flöte       | 4′  | J       |
| 7.              | Octave      | 2′  | J, F    |
| 8.              | Mixtur III  | F   |         |
|                 | Dulcian B/D | 16′ | vacant  |
|                 | Trompet B/D | 8′  | vacant  |
|                 | Tremulant   |     |         |

| Pedal C–c1 |           |
|            | angehängt |

- Spielhilfen: Feste Kombinationen („Forte“: Nr. 2, 5, 7, 8; „Piano“: Nr. 1, 2, 5, 7, 8)

Anmerkungen
J = Register von Gerd Sieben Janssen, Aurich (1846)
S = Register von Johann Martin Schmid, Oldenburg (1904)
F = Register von Alfred Führer, Wilhelmshaven (1999)